# Климат Тарту
Кли́мат Та́рту переходный от умеренно-морского к умеренно континентальному с умеренно холодной, изменчивой зимой и прохладным или умеренно тёплым летом. Среднегодовая температура — +4,9 °C в 1961—1990 годах и +6,5 °C в 2000—2010 годах. Среднегодовое количество осадков — 637 мм.

## Общая характеристика
Тарту расположен на юго-востоке Эстонии, на берегу реки Эмайыги. Благодаря влиянию Гольфстрима зима мягкая, а лето сравнительно прохладное (однако, теплее и продолжительнее, чем в Таллине). Наиболее тёплый месяц года — июль, наиболее холодный — февраль.

### Температура воздуха
Средняя температура воздуха в Тарту, по данным многолетних наблюдений (1971—2000 гг.), составляет +5,4 °C. Самые холодные месяцы в городе — январь и февраль. Средняя температура первого составляет −7,1 °C в 1961—1990 гг. и −4,5 °C в 2000—2010 гг., средняя температура второго — −6,5 °C и −4,9 °C соответственно. Самый тёплый месяц — июль, его среднесуточная температура +16,5 °C в 1961—1990 годах и +19,1 °C в 2000—2010 годах. Сравнительно небольшая амплитуда среднесуточных температур самого холодного и самого тёплого месяца (23,6 °C в 1961—1990 гг. и 24,0 °C в 2000—2010 гг.) характеризует умеренность тартуского климата. Самая высокая температура, отмеченная в Тарту за весь период наблюдений, +35,2 °C (зафиксирована 2 августа 1896 года), а самая низкая −38,6 °C (31 декабря 1978 года).
| Максимальная и минимальная среднемесячная температура за период 2000—2011 гг. | Максимальная и минимальная среднемесячная температура за период 2000—2011 гг. | Максимальная и минимальная среднемесячная температура за период 2000—2011 гг. | Максимальная и минимальная среднемесячная температура за период 2000—2011 гг. | Максимальная и минимальная среднемесячная температура за период 2000—2011 гг. | Максимальная и минимальная среднемесячная температура за период 2000—2011 гг. | Максимальная и минимальная среднемесячная температура за период 2000—2011 гг. | Максимальная и минимальная среднемесячная температура за период 2000—2011 гг. | Максимальная и минимальная среднемесячная температура за период 2000—2011 гг. | Максимальная и минимальная среднемесячная температура за период 2000—2011 гг. | Максимальная и минимальная среднемесячная температура за период 2000—2011 гг. | Максимальная и минимальная среднемесячная температура за период 2000—2011 гг. | Максимальная и минимальная среднемесячная температура за период 2000—2011 гг. |
| Месяц                                                                         | Янв                                                                           | Фев                                                                           | Мар                                                                           | Апр                                                                           | Май                                                                           | Июн                                                                           | Июл                                                                           | Авг                                                                           | Сен                                                                           | Окт                                                                           | Ноя                                                                           | Дек                                                                           |
| Самый тёплый, °C                                                              | −1,0                                                                          | +1,0                                                                          | +4,8                                                                          | +10,0                                                                         | +13,3                                                                         | +17,8                                                                         | +22,3                                                                         | +18,6                                                                         | +14,6                                                                         | +9,1                                                                          | +4,0                                                                          | +3,4                                                                          |
| Самый холодный, °C                                                            | −13,7                                                                         | −10,8                                                                         | −5,6                                                                          | +0,7                                                                          | +10,9                                                                         | +14,0                                                                         | +16,7                                                                         | +15,8                                                                         | +10,3                                                                         | +1,2                                                                          | −1,0                                                                          | −9,3                                                                          |
| ----------------------------------------------------------------------------- | ----------------------------------------------------------------------------- | ----------------------------------------------------------------------------- | ----------------------------------------------------------------------------- | ----------------------------------------------------------------------------- | ----------------------------------------------------------------------------- | ----------------------------------------------------------------------------- | ----------------------------------------------------------------------------- | ----------------------------------------------------------------------------- | ----------------------------------------------------------------------------- | ----------------------------------------------------------------------------- | ----------------------------------------------------------------------------- | ----------------------------------------------------------------------------- |

### Температура земли
| Среднесуточная температура земной поверхности | Среднесуточная температура земной поверхности | Среднесуточная температура земной поверхности | Среднесуточная температура земной поверхности | Среднесуточная температура земной поверхности | Среднесуточная температура земной поверхности | Среднесуточная температура земной поверхности | Среднесуточная температура земной поверхности | Среднесуточная температура земной поверхности | Среднесуточная температура земной поверхности | Среднесуточная температура земной поверхности | Среднесуточная температура земной поверхности | Среднесуточная температура земной поверхности |
| Янв                                           | Фев                                           | Мар                                           | Апр                                           | Май                                           | Июн                                           | Июл                                           | Авг                                           | Сен                                           | Окт                                           | Ноя                                           | Дек                                           | Год                                           |
| −6,9 °C                                       | −7,1 °C                                       | −2,6 °C                                       | +5,1 °C                                       | +12,1 °C                                      | +16,5 °C                                      | +18,7 °C                                      | +16,9 °C                                      | +11,2 °C                                      | +5,2 °C                                       | −1,3 °C                                       | −6,0 °C                                       | +5,2 °C                                       |
| --------------------------------------------- | --------------------------------------------- | --------------------------------------------- | --------------------------------------------- | --------------------------------------------- | --------------------------------------------- | --------------------------------------------- | --------------------------------------------- | --------------------------------------------- | --------------------------------------------- | --------------------------------------------- | --------------------------------------------- | --------------------------------------------- |

### Осадки, относительная влажность воздуха и облачность
Среднегодовая сумма осадков в Тарту — около 585 мм. Относительная влажность воздуха в Тарту, как правило, высокая и за год составляет около 80 %, летом — 72—81 %, а зимой — 79—88 %.
| Относительная влажность воздуха | Относительная влажность воздуха | Относительная влажность воздуха | Относительная влажность воздуха | Относительная влажность воздуха | Относительная влажность воздуха | Относительная влажность воздуха | Относительная влажность воздуха | Относительная влажность воздуха | Относительная влажность воздуха | Относительная влажность воздуха | Относительная влажность воздуха | Относительная влажность воздуха | Относительная влажность воздуха |
| Месяц                           | Янв                             | Фев                             | Мар                             | Апр                             | Май                             | Июн                             | Июл                             | Авг                             | Сен                             | Окт                             | Ноя                             | Дек                             | Год                             |
| Влажность воздуха, %            | 85                              | 83                              | 79                              | 72                              | 68                              | 72                              | 76                              | 80                              | 84                              | 85                              | 88                              | 88                              | 80                              |
| ------------------------------- | ------------------------------- | ------------------------------- | ------------------------------- | ------------------------------- | ------------------------------- | ------------------------------- | ------------------------------- | ------------------------------- | ------------------------------- | ------------------------------- | ------------------------------- | ------------------------------- | ------------------------------- |

Большая часть атмосферных осадков выпадает с мая по ноябрь, максимум их приходится на август (86 мм), а минимум — на февраль (23 мм). Число дней с осадками — 110 в году. Нижняя облачность составляет 4,9 балла (от 3,2 в мае—июне до 7,1 в ноябре).
| Нижняя облачность         | Нижняя облачность | Нижняя облачность | Нижняя облачность | Нижняя облачность | Нижняя облачность | Нижняя облачность | Нижняя облачность | Нижняя облачность | Нижняя облачность | Нижняя облачность | Нижняя облачность | Нижняя облачность | Нижняя облачность |
| Месяц                     | Янв               | Фев               | Мар               | Апр               | Май               | Июн               | Июл               | Авг               | Сен               | Окт               | Ноя               | Дек               | Год               |
| Нижняя облачность, баллов | 6,4               | 5,7               | 4,8               | 4,0               | 3,2               | 3,2               | 3,4               | 3,7               | 4,5               | 5,5               | 7,1               | 6,9               | 4,9               |
| ------------------------- | ----------------- | ----------------- | ----------------- | ----------------- | ----------------- | ----------------- | ----------------- | ----------------- | ----------------- | ----------------- | ----------------- | ----------------- | ----------------- |

### Скорость ветра
Средняя скорость ветра в городе — 3,9 м/с.
| Скорость ветра      | Скорость ветра | Скорость ветра | Скорость ветра | Скорость ветра | Скорость ветра | Скорость ветра | Скорость ветра | Скорость ветра | Скорость ветра | Скорость ветра | Скорость ветра | Скорость ветра | Скорость ветра |
| Месяц               | Янв            | Фев            | Мар            | Апр            | Май            | Июн            | Июл            | Авг            | Сен            | Окт            | Ноя            | Дек            | Год            |
| Скорость ветра, м/с | 4,4            | 4,1            | 4,1            | 3,9            | 3,5            | 3,4            | 3,2            | 3,3            | 3,7            | 4,3            | 4,4            | 4,5            | 3,9            |
| ------------------- | -------------- | -------------- | -------------- | -------------- | -------------- | -------------- | -------------- | -------------- | -------------- | -------------- | -------------- | -------------- | -------------- |

### Солнечная радиация
| Сумма солнечной радиации, кВтч/м² | Сумма солнечной радиации, кВтч/м² | Сумма солнечной радиации, кВтч/м² | Сумма солнечной радиации, кВтч/м² | Сумма солнечной радиации, кВтч/м² | Сумма солнечной радиации, кВтч/м² | Сумма солнечной радиации, кВтч/м² | Сумма солнечной радиации, кВтч/м² | Сумма солнечной радиации, кВтч/м² | Сумма солнечной радиации, кВтч/м² | Сумма солнечной радиации, кВтч/м² | Сумма солнечной радиации, кВтч/м² | Сумма солнечной радиации, кВтч/м² |
| Янв                               | Фев                               | Мар                               | Апр                               | Май                               | Июн                               | Июл                               | Авг                               | Сен                               | Окт                               | Ноя                               | Дек                               | Год                               |
| 10,9                              | 29,1                              | 75,6                              | 112,5                             | 162,4                             | 166,2                             | 164,9                             | 132,1                             | 81,0                              | 35,7                              | 10,8                              | 7,1                               | 988,3                             |
| --------------------------------- | --------------------------------- | --------------------------------- | --------------------------------- | --------------------------------- | --------------------------------- | --------------------------------- | --------------------------------- | --------------------------------- | --------------------------------- | --------------------------------- | --------------------------------- | --------------------------------- |

### Солнечное сияние
Средняя продолжительность солнечного сияния в городе — 1717 часов в году.
| Продолжительность солнечного сияния | Продолжительность солнечного сияния | Продолжительность солнечного сияния | Продолжительность солнечного сияния | Продолжительность солнечного сияния | Продолжительность солнечного сияния | Продолжительность солнечного сияния | Продолжительность солнечного сияния | Продолжительность солнечного сияния | Продолжительность солнечного сияния | Продолжительность солнечного сияния | Продолжительность солнечного сияния | Продолжительность солнечного сияния | Продолжительность солнечного сияния |
| Месяц                               | Янв                                 | Фев                                 | Мар                                 | Апр                                 | Май                                 | Июн                                 | Июл                                 | Авг                                 | Сен                                 | Окт                                 | Ноя                                 | Дек                                 | Год                                 |
| Солнечное сияние, часов             | 36                                  | 65                                  | 133                                 | 180                                 | 259                                 | 284                                 | 265                                 | 217                                 | 138                                 | 85                                  | 32                                  | 23                                  | 1717                                |
| ----------------------------------- | ----------------------------------- | ----------------------------------- | ----------------------------------- | ----------------------------------- | ----------------------------------- | ----------------------------------- | ----------------------------------- | ----------------------------------- | ----------------------------------- | ----------------------------------- | ----------------------------------- | ----------------------------------- | ----------------------------------- |

## Климатограмма
| Показатель                    | Янв.  | Фев.  | Март  | Апр.  | Май  | Июнь | Июль | Авг. | Сен. | Окт.  | Нояб. | Дек.  | Год   |
| ----------------------------- | ----- | ----- | ----- | ----- | ---- | ---- | ---- | ---- | ---- | ----- | ----- | ----- | ----- |
| Абсолютный максимум, °C       | 7,7   | 10,9  | 17,7  | 24,7  | 29,0 | 31,2 | 34,0 | 33,7 | 28,6 | 21,4  | 13,6  | 8,4   | 34,0  |
| Средний суточный максимум, °C | −4,2  | −3,3  | 1,6   | 9,2   | 16,7 | 20,5 | 21,9 | 20,5 | 15,1 | 9,1   | 2,6   | −1,7  | 9,0   |
| Средняя температура, °C       | −7,1  | −6,6  | −2,4  | 4,2   | 11,0 | 15,0 | 16,5 | 15,3 | 10,5 | 5,7   | 0,3   | −4,2  | 4,9   |
| Средний суточный минимум, °C  | −10,5 | −10,2 | −6,2  | −0,3  | 5,2  | 9,1  | 11,1 | 10,5 | 6,5  | 2,5   | −2,2  | −7,3  | 0,6   |
| Абсолютный минимум, °C        | −37,5 | −36   | −29,6 | −19,8 | −7,2 | −2,2 | 2,7  | 1,7  | −6,6 | −11,1 | −21,2 | −38,6 | −38,6 |
| Норма осадков, мм             | 29    | 23    | 26    | 33    | 53   | 60   | 71   | 86   | 64   | 52    | 48    | 40    | 585   |
| Источник: «EMHI»              |       |       |       |       |      |      |      |      |      |       |       |       |       |

| Показатель                    | Янв.  | Фев.  | Март  | Апр.  | Май  | Июнь | Июль | Авг. | Сен. | Окт. | Нояб. | Дек.  | Год   |
| ----------------------------- | ----- | ----- | ----- | ----- | ---- | ---- | ---- | ---- | ---- | ---- | ----- | ----- | ----- |
| Абсолютный максимум, °C       | 7,7   | 10,4  | 16,1  | 27,3  | 30,1 | 31,1 | 32,5 | 35,1 | 30,2 | 21,5 | 12,1  | 8,3   | 35,1  |
| Средний суточный максимум, °C | −2,5  | −2,4  | 2,3   | 9,7   | 16,6 | 20,3 | 21,9 | 20,6 | 14,8 | 8,8  | 2,4   | −1    | 9,3   |
| Средняя температура, °C       | −5    | −5,4  | −1,4  | 4,7   | 11,1 | 15,1 | 16,9 | 15,6 | 10,4 | 5,7  | 0,1   | −3,4  | 5,4   |
| Средний суточный минимум, °C  | −7,7  | −8,4  | −4,5  | 0,7   | 5,7  | 9,7  | 11,9 | 11,2 | 6,9  | 2,9  | −1,8  | −5,8  | 1,7   |
| Абсолютный минимум, °C        | −35,4 | −35,8 | −25,9 | −11,7 | −5,9 | −0,7 | 3,4  | 1,5  | −4,3 | −9,4 | −20,6 | −38,2 | −38,2 |
| Норма осадков, мм             | 40,1  | 31,6  | 31,7  | 32,3  | 52,6 | 69,3 | 75,6 | 80,3 | 66,5 | 59,7 | 52    | 45,4  | 637   |
| Источник: «EMHI»              |       |       |       |       |      |      |      |      |      |      |       |       |       |

## Изменение климата
| Показатель                    | Янв.  | Фев.  | Март  | Апр.  | Май   | Июнь  | Июль  | Авг.  | Сен.  | Окт.  | Нояб. | Дек.  | Год   |
| ----------------------------- | ----- | ----- | ----- | ----- | ----- | ----- | ----- | ----- | ----- | ----- | ----- | ----- | ----- |
| Абсолютный максимум, °C       | +10,0 | +8,0  | +18,4 | +27,9 | +29,4 | +30,0 | +34,5 | +33,6 | +24,9 | +21,2 | +12,5 | +11,5 | +34,5 |
| Средний суточный максимум, °C | −1,9  | −2,1  | +3,4  | +12,2 | +17,7 | +20,5 | +24,5 | +22,4 | +17,0 | +9,9  | +3,9  | −0,1  | +10,6 |
| Средняя температура, °C       | −4,4  | −5,4  | −0,7  | +6,7  | +12,1 | +15,6 | +19,2 | +17,2 | +12,3 | +6,5  | +1,6  | −2,3  | 6,6   |
| Средний суточный минимум, °C  | −7,4  | −8,8  | −4,9  | +1,1  | +5,6  | +9,7  | +13,2 | +11,9 | +7,5  | +3,0  | −0,8  | −4,9  | +2,1  |
| Абсолютный минимум, °C        | −32,4 | −28,8 | −24,5 | −8,9  | −4,5  | +0,1  | +3,1  | +3,0  | −2,5  | −12,6 | −20,8 | −30,6 | −32,4 |
| Источник: «TuTiempo.net»      |       |       |       |       |       |       |       |       |       |       |       |       |       |

| Среднемесячная температура с 2006 года | Среднемесячная температура с 2006 года | Среднемесячная температура с 2006 года | Среднемесячная температура с 2006 года | Среднемесячная температура с 2006 года | Среднемесячная температура с 2006 года | Среднемесячная температура с 2006 года | Среднемесячная температура с 2006 года | Среднемесячная температура с 2006 года | Среднемесячная температура с 2006 года | Среднемесячная температура с 2006 года | Среднемесячная температура с 2006 года | Среднемесячная температура с 2006 года | Среднемесячная температура с 2006 года |
| Месяц                                  | Янв                                    | Фев                                    | Мар                                    | Апр                                    | Май                                    | Июн                                    | Июл                                    | Авг                                    | Сен                                    | Окт                                    | Ноя                                    | Дек                                    | Год                                    |
| 2006 год, °C                           | −6,3                                   | −9,4                                   | −4,2                                   | +6,1                                   | +12,1                                  | +17,4                                  | +19,9                                  | +17,6                                  | +14,6                                  | +8,6                                   | +2,7                                   | +3,4                                   | +6,9                                   |
| 2007 год, °C                           | −1,6                                   | −10,4                                  | +4,8                                   | +6,0                                   | +13,0                                  | +17,3                                  | +17,3                                  | +18,3                                  | +11,3                                  | +7,2                                   | +0,1                                   | +1,0                                   | +7,1                                   |
| 2008 год, °C                           | −1,0                                   | +1,0                                   | +0,7                                   | +7,4                                   | +10,9                                  | +14,9                                  | +16,7                                  | +16,1                                  | +10,3                                  | +8,6                                   | +2,6                                   | −0,7                                   | +7,3                                   |
| 2009 год, °C                           | −2,9                                   | −4,6                                   | −1,2                                   | +6,2                                   | +11,9                                  | +14,3                                  | +17,4                                  | +15,8                                  | +13,1                                  | +4,5                                   | +2,7                                   | −4,6                                   | +6,1                                   |
| 2010 год, °C                           | −13,7                                  | −7,6                                   | −1,5                                   | +6,3                                   | +12,9                                  | +15,1                                  | +22,3                                  | +18,4                                  | +11,5                                  | +4,5                                   | +0,6                                   | −7,9                                   | +5,1                                   |
| 2011 год, °C                           | −4,3                                   | −10,8                                  | −1,4                                   | +6,8                                   | +11,7                                  | +17,8                                  | +20,9                                  | +16,8                                  | +13,0                                  | +7,6                                   | +4,0                                   | +1,8                                   | +7,0                                   |
| -------------------------------------- | -------------------------------------- | -------------------------------------- | -------------------------------------- | -------------------------------------- | -------------------------------------- | -------------------------------------- | -------------------------------------- | -------------------------------------- | -------------------------------------- | -------------------------------------- | -------------------------------------- | -------------------------------------- | -------------------------------------- |